# 澳門特別行政區終審法院
澳門特別行政區終審法院（葡萄牙語：Tribunal de Última Instância da Região Administrativa Especial de Macau）是中華人民共和國澳門特別行政區最高的上訴法院，聆訊來自澳門特別行政區中級法院的民事及刑事上訴案件，對澳門司法管轄權範圍內的訴訟有最終審判權。
終審法院對中華人民共和國行使的國家行為沒有管轄權。另外，根據《澳門特別行政區基本法》第143條的規定，法院在處理案件時，如需要對《基本法》中有關中央人民政府管理的事務、或中央與澳門特別行政區關係的條款進行解釋，且該解釋又會影響有關案件的終局判決，應由終審法院提請全國人民代表大會常務委員會對有關條款進行解釋，即一般所稱的“釋法”。到目前為止，澳門法院尚未出現提請全國人大常委會就《基本法》的條文進行解釋的情況。
澳門終審法院位於四月二十五日前地終審及中級法院大樓內。

## 沿革
葡治時期，澳門的司法終審權屬於葡萄牙高等法院。至1999年6月30日，葡萄牙才把所有訴訟案件的終審權，除了根據《澳門組織章程》規定、涉及總督和政務司、以及葡萄牙國家機構（即共和國總統、共和國議會、總理和部長會議）權限的訴訟外，都移交澳門高等法院（相當於葡萄牙司法體系的第二審法院）審理。
跟據澳門基本法的規定，澳門特別行政區享有獨立的司法權和終審權。全國性法律除列於本法附件三者外，不在澳門特別行政區實施。因此，在澳門特別行政區成立以後，便組建了自身的法院系統，終審法院是澳門特區法院等級中的最高機關。
終審法院法官編制共有三名法官，當中包括由行政長官任命的終審法院院長。 根據《司法組織綱要法》第44條的規定，終審法院的管轄權共有14項。

## 現任终审法院法官
- 宋敏莉：终审法院院長，前助理檢察長
- 司徒民正：终审法院法官，前中級法院法官

## 歷任終審法院院長
1. 岑浩輝（1999年12月20日—2024年8月27日[1]）
2. 宋敏莉（代理，2024年9月— 2024年11月30日；正式就任2024年12月2日—）

## 歷任終審法院法官
在任法官
- 宋敏莉（2012年1月1日至今）
- 司徒民正（葡萄牙語：José Maria Dias Azedo）（2019年11月27日至今）

已離任法官
- 岑浩輝（1999年12月20日—2024年8月27日）（因參選行政長官而辭職）
- 朱健（1999年12月20日—2011年11月11日）（因意外而離世）
- 利馬（1999年12月20日—2019年12月16日）（已屆退休年齡而離任）

註：刪除綫為已離職

## 重大案件
- 歐文龍貪污案[2]
- 何超明貪污案[3]

## 外部連結
- 澳門特別行政區法院 （页面存档备份，存于） 官方网站